# Clown (Film)
Clown (auch: Eli Roth’s Clown) ist ein US-amerikanischer Horrorfilm von Jon Watts aus dem Jahr 2014. Der unter anderem von Eli Roth produzierte Film handelt von der Metamorphose eines liebenden Familienvaters zu einem mordhungrigen Dämon in Clownform. Neben der Clownthematik handelt es sich um einen sogenannten Bodyhorror-Film im Stil von David Cronenbergs Die Fliege. Der Film wurde auch als 3D-Film veröffentlicht.

## Handlung
Kent McCoy ist Immobilienmakler und ein fürsorglicher Familienvater. Als bei der Geburtstagsparty seines Sohnes der versprochene Clown ausfällt, findet er in einem der verkauften Häuser ein intaktes Clownskostüm. Er zieht es an und spielt „Dumbo“ auf der Feier, die dadurch zu einem Riesenerfolg wird. Doch am nächsten Tag folgt die bittere Erkenntnis: Egal, was er versucht, er bekommt das Kostüm nicht ausgezogen. Auch Perücke und Nase kleben fest. Der Versuch, mit einem Teppichmesser dem Kostüm zu Leibe zu rücken, endet mit einer bösen Verletzung. Auch als seine schwangere Ehefrau Meg Hand anlegt, kann sie nur die Nase abreißen, die vom Familienhund verspeist wird. Seine Verletzung wird im Krankenhaus behandelt, doch auch die Ärzte wissen keinen Rat.
Am nächsten Tag stellt Kent Nachforschungen an und stößt auf einen Kostümhändler namens Karlsson, der ihm Abhilfe verspricht. Tatsächlich handelt es sich nicht um ein Clownskostüm, sondern um die Haut eines Dämonen namens Cloyne, der fünf kleine Kinder als Opfer benötigt, eines für jeden kalten Wintermonat. Die Haut des Dämonen ist unzerstörbar. Karlsson betäubt Kent und versucht ihm den Kopf abzuschlagen, die einzige „Heilmethode“ die er kennt. Doch Kent kann sich befreien und überwältigt Karlsson. Er versucht den Mann zur Polizei zu bringen, doch die Metamorphose beginnt. Kent verliert immer mehr die Kontrolle über seinen Körper, der immer dämonenähnlicher wird. Bei einem Autounfall verletzt er Karlsson schwer.
Anschließend versteckt er sich in einem nahe gelegenen Hotel, wo er versucht sich umzubringen. Doch er ist anscheinend unsterblich, denn nach einem Kopfschuss wacht er unversehrt wieder auf. Auch der Versuch einer Selbstenthauptung scheitert. Er nimmt sein Schicksal an und findet in einem Nachbarskind sein erstes Opfer. In der Zwischenzeit versucht seine Frau fieberhaft einen Weg zu finden. Sie kann Kent überwältigen und fesseln, doch Jack befreit seinen Vater wieder. Das nächste Opfer des Clowns wird daher ein Junge, der vorher Jack gemobbt hatte.
Meg verbündet sich derweil mit Karlsson. Karlsson tötet zunächst den Familienhund, der ebenfalls von dem Fluch betroffen war. Gemeinsam wollen sie nun den Dämon austreiben. Meg kommt dahinter, dass Karlsson selbst einmal von dem Dämonen besessen war, aber sein Bruder fünf sterbenskranke Kinder an ihn verfütterte. Danach konnte er das Kostüm ausziehen. Während sie noch damit hadert, wie sie ihrem Mann beikommt, beginnt dieser in einer Spielhalle zuzuschlagen und findet zwei weitere Opfer. Als sie den Dämon stellen, schlägt dieser Meg einen Deal vor. Ein weiteres Kind und er würde ihren Mann freigeben. Als Meg tatsächlich ein Kind zu dem vereinbarten Treffpunkt bringt, taucht der Dämon nicht auf.
Meg eilt zurück zu ihrem Haus, wo der Dämon versucht, an Jack heranzukommen. Es gelingt Meg schließlich, den Dämonen zu überwältigen und ihm mit einem Hammer den Kopf abzuschlagen. Das Clownskostüm wird von der Polizei als Beweisstück verpackt.

## Hintergrund
Der Film basiert auf einem Faketrailer der Filmemacher Jon Watts und Christopher D. Ford, die diese 2010 auf YouTube hochladen. In diesem Faketrailer wurde Eli Roth als Produzent genannt, der daraufhin immer wieder auf den Film angesprochen wurde. Anstatt die beiden Filmemacher zu verklagen, beteiligte er sich an der Produktion des Filmes. Der Film wurde 2013 in Ottawa gedreht und fertiggestellt. Eli Roth ist in einem Cameo als Clown Frowny zu sehen.
Eli Roth gab Watts die Anweisung, möglichst viel Splattereffekte zu verwenden, die dann sukzessive gekürzt werden könnten, um die MPAA zufriedenzustellen. Tatsächlich kam der Film jedoch ohne Probleme durch die Prüfung. Am 13. November 2014 hatte der Film in Italien seine DVD-Premiere. Dort wurde das Filmplakat zensiert. Im Vereinigten Königreich erfolgte die DVD-Veröffentlichung am 2. März 2015, nachdem er vorher auf einigen Filmfestivals gezeigt wurde. In Deutschland erschien am 1. März 2016 eine DVD- und Blu-ray-Fassung über Tiberius Film. Auch hier gelang eine ungeschnittene Veröffentlichung. Der Film wird in Deutschland exklusiv über Amazon.com, Media Markt und Saturn vermarktet.
Der Film spielt mit der Coulrophobie, der Angst vor Clowns, wie sie im Film und in der Literatur unter anderem durch Stephen Kings Es und die Fernsehserie American Horror Story, aber auch durch reale Personen wie den Serienmörder John Wayne Gacy aufgegriffen und verbreitet wurde. Die Verwandlung des Hauptdarstellers in einen Dämon ist an Bodyhorror-Filme wie David Cronenbergs Die Fliege angelehnt, der laut Watts als Referenz diente.

## Kritiken
Matthias Bogner von der Zeitschrift X Rated bezeichnete den Film als „einen makabren Bodyhorror, der die Verwandlung seines sympathischen Hauptdarstellers hin zu einem deformierten Monsterclown fast schon dramatisch im Stil einer Charakterstudie erzählt.“
Ähnlich lobend äußerte sich Max Link im Horrormagazin Virus:

„Schlicht guter Psychothriller mit okkultem Einschlag, der der Clownsthematik jeden Humor nimmt und durch viel kalte Angst und etwas warmes Blut ersetzt.“